# Эйнар Адноурссон
Э́йнар А́дноурссон, исл. Einar Arnórsson (24 февраля 1880 — 29 марта 1959) — премьер-министр Исландии с 4 мая 1915 до 4 января 1917.
Окончил университет Копенгагена в 1906. Член Альтинга в 1914—1919 и 1931—1932, министр образования и юстиции в 1942—1944 в правительстве Бьёрна Тордарсона. Профессор юриспруденции в университете Исландии в 1911—1915 и в 1917—1922, судья Верховного суда страны в 1932—1942 и 1944—1945, президент Университета Исландии в 1918—1919 и 1929—1930.